# Zabiorę cię stąd
Zabiorę cię stąd – singel Moniki Lewczuk, wydany 19 listopada 2015, promujący jej debiutancki album studyjny #1. Utwór został napisany i skomponowany przez samą wokalistkę (tekst i muzyka) we współpracy z Rafałem Malickim (muzyka) i Jackiem Szymkiewiczem (tekst).
Nagranie było notowane na 11. miejscu listy AirPlay, najczęściej granych utworów w polskich rozgłośniach radiowych.

## Autorstwo i wydanie
Piosenkę napisała i skomponowała sama wokalistka we współpracy z Rafałem Malickim (muzyka) i Jackiem Szymkiewiczem (tekst). Nad produkcją utworu czuwał Rafał Malicki.
Nagranie zostało wydane 19 listopada 2015 w formacie digital download przez wytwórnię Universal Music Polska. Piosenka była pierwszym singlem promującym debiutancki album studyjny artystki – #1.

## „Zabiorę cię stąd” po premierze
Utwór był promowany przez rozgłośnie radiowe, w tym te ogólnopolskie. Kompozycja znalazła się na wielu radiowych listach przebojów, m.in. na 3. miejscu na liście w radiach Zet i RMF FM.
Piosenka dotarła do 11. miejsca listy AirPlay obejmującej 100 utworów najczęściej granych w polskich rozgłośniach radiowych.

## Teledysk
19 listopada 2015 odbyła się premiera teledysku do piosenki w reżyserii Alana Kępskiego.
- Reżyseria, montaż: Alan Kępski
- Zdjęcia: Maciej Domagalski
- Producent teledysku: Marta Tarnowska
- Asystent: Przemysław Tylko
- Make up: Anna Piechocka
- Stylizacje: Bartek Indyka

## Twórcy
Opracowano na podstawie materiału źródłowego.
- Monika Lewczuk – wokal prowadzący, autorstwo muzyki i tekstu
- Rafał Malicki – autorstwo muzyki, miksowanie, produkcja muzyczna
- Jacek Szymkiewicz – autorstwo tekstu
- Tom Coyne – mastering

## Lista utworów
- Digital download[3]

1. „Zabiorę cię stąd” – 3:06

## Notowania

### Pozycje na listach airplay
| Kraj   | Lista (2015/2016) | Najwyższa pozycja |
| ------ | ----------------- | ----------------- |
| Polska | AirPlay – Top     | 11                |
| Polska | AirPlay – Nowości | 3                 |

### Pozycje na radiowych listach przebojów
| Kraj   | Lista (2015/2016)           | Najwyższa pozycja |
| ------ | --------------------------- | ----------------- |
| Polska | Radio Szczecin (SLiP)       | 18                |
| Polska | Radio Zet (Lista przebojów) | 3                 |
| Polska | RMF FM (POPLista)           | 3                 |

## Wyróżnienie
| Rok  | Konkurs                                             | Kategoria                                                     | Rezultat    |
| ---- | --------------------------------------------------- | ------------------------------------------------------------- | ----------- |
| 2016 | Podsumowanie notowań Listy Przebojów Radia Zet 2016 | Najpopularniejsze utwory na Liście Przebojów Radia Zet w 2016 | 36. miejsce |